# Fernando Guerreiro
Fernando Ferreira de Carvalho, mais conhecido como Fernando Guerreiro, (Salvador, 7 de setembro de 1961) é um radialista, produtor, ator e diretor teatral baiano, considerado um dos mais bem premiados e de maior sucesso dos últimos 25 anos.
Fernando Guerreiro é também um dos maiores responsáveis pela popularização e retomada do teatro baiano no país, além de ser um grande descobridor de talentos conhecidos, no teatro, na televisão ou no cinema, a exemplo de Wagner Moura, Vladimir Brichta, Renato Piaba, Victor Broz, Daniel Boaventura, entre outros.
Guerreiro já dirigiu mais de 30 espetáculos, entre eles estão A Bofetada, Os Cafajestes, Boca de Ouro, Calígula e Vixe Maria, Deus e o Diabo na Bahia. Dirigiu também eventos de premiação, como Troféu Dodô e Osmar, Prêmio Bahia Recall, Prêmio Braskem.
É apresentador do programa de rádio Roda Baiana, que vai ao ar de segunda à sexta-feira, às 13:00 pela Rádio Metrópole.
Desde 2012, Fernando Guerreiro é presidente da Fundação Gregório de Mattos, em Salvador, na Bahia. Atualmente, faz parte do quadro de colunistas do Jornal baiano CORREIO, com a coluna semanal.  Para comemorar 40 anos de carreira, começou o espetáculo "Revele", na Sala do Coro do Teatro Castro Alves, que é uma mistura de Stand Up, Talk Show e Bate Papo e percorre a trajetória de Guerreiro, desde o início da carreira no Teatro Gamboa, passando pela criação de grandes sucessos, como A Bofetada, o surgimento do programa Roda Baiana e a experiência como gestor público. Revele tem direção de João Sanches, roteiro de Daniel Arcades e realização da Carambola Produções, visando à interação com os espectadores, a organização aceitam perguntas prévias via aplicativo de celular, premiando as melhores perguntas.